# Pemphigonotus paludosus
Pemphigonotus paludosus är en tvåvingeart som först beskrevs av Meijere 1910.  Pemphigonotus paludosus ingår i släktet Pemphigonotus och familjen fritflugor. Inga underarter finns listade i Catalogue of Life.